# Stortjärnbergets naturreservat
Stortjärnbergets naturreservat är ett naturreservat i Vindelns kommun i Västerbottens län.
Området är naturskyddat sedan 2020 och är 13 hektar stort. Reservatet ligger öster om Granö och omfattar toppen och västra sluttningen av Stortjärnberget och myrområdet väster därom. Det består av tallskog och gransumpskog närmast myren.